# The Tomorrow People
The Tomorrow People é uma série de televisão americana exibida pela The CW que estreou em 09 de outubro de 2013. O canal informou, três dias após o término da primeira temporada, o cancelamento da série, com apenas uma temporada composta por 22 episódios. O motivo seria o baixo número de telespectadores.

## Sinopse
Remake da série britânica The Tomorrow People produzida na década de 1970. Ao entrar na adolescência alguns jovens começam a desenvolver a capacidade de se comunicar telepaticamente. Posteriormente surgem os poderes de teletransporte e telecinese. Considerados o próximo passo da evolução humana, eles se unem para sobreviver, já que uma orda "Ultra" persegue todos os "revelados". Stephen Jameson é um garoto que não é popular na escola, mas recebe atenção demais, isso por ser meio "perturbado". Stephen também acredita ser sonâmbulo e para lutar contra a doença, vive cercado de medicamentos. A única pessoa com quem ele pode contar é a sua fiel amiga, a Astrid Finch. Stephen ouve uma voz de uma mulher misteriosa na sua cabeça, e ele passa a acreditar que está ficando louco. Finalmente Stephen a conhece, ela é Cara, e também conhece John Young e Russell Kwon. Após John explicar a Stephen sobre os poderes, a Ultra e a função que ele tem de proteger todos os "seres do amanhã", Stephen decide ir embora. Ele é capturado pelo Ultra e conhece Jedikiah Price, que logo depois se revela seu tio. Todos acreditam que Stephen é o escolhido para levar todos os seres do amanhã para um lugar onde todos estariam em segurança, já que o seu pai Roger Jameson, sabia onde ficava. Para proteger a sua família, para ajudar os seres do amanhã, e para encontrar seu pai, Stephen se une a Ultra, sendo assim um agente duplo. 

## Exibição da série no Brasil
Já no Brasil a série estreou no dia 12 de janeiro de 2015 (segunda-feira) às 19h00. Sua exibição ocorreu todos os dias úteis das 19h00 até às 19h45 com episódios inéditos de segunda à sexta-feira. Sua exibição não foi paralisada em nenhum momento sendo assim por ter apenas 22 episódios a exibição regular da série na MTV (Brasil) teve seu fim no dia 10 de fevereiro de 2015. No Brasil The Tomorrow People foi exibida em versão dublada pelo estúdio Wan Mächer.

## Exibição da série em Portugal
Em Portugal, os 3 primeiros episódios da série foram transmitidos no canal AXN no dia 20 de setembro de 2014 numa pré-estreia. Em Portugal a emissão regular da série iniciou-se no AXN Black no dia 27 de setembro de 2014,com episódios inéditos apenas aos sábados. O fim da série no país aconteceu dia 21 de fevereiro de 2015 pelo AXN Black.
Mais tarde, foi exibida no canal RTP2, sob o nome "Gente do Amanhã".

## Elenco
| Ator              | Personagem      | Temporadas |
| Ator              | Personagem      | 1ª         |
| ----------------- | --------------- | ---------- |
| Robbie Amell      | Stephen Jameson | Principal  |
| Luke Mitchell     | John Young      | Principal  |
| Peyton List       | Cara Coburn     | Principal  |
| Aaron Yoo         | Russell Kwon    | Principal  |
| Madeleine Manlock | Astrid Finch    | Principal  |
| Mark Pellegrino   | Jedikiah Price  | Principal  |
| Alexa Vega        | Hillary Cole    | Recorrente |
| Joffrey Pierce    | Roger Price     | Recorrente |
| Jason Dohring     | Killian McCrane | Recorrente |
| Dan Stevens       | Tim (voz)       | Recorrente |
| Sarah Clarke      | Marla Jameson   | Recorrente |
| Jacob Kogan       | Luca Jameson    | Recorrente |

## Personagens Principais

### Stephen Jameson
É um garoto que não é nada popular na escola, e mesmo assim recebe atenção, por ter "problemas e escutar vozes na cabeça". Stephen vive tomando medicamentos, por acreditar ser sonâmbulo. Ele conta com a ajuda da sua melhor amiga, a Astrid, que é apaixonada por ele. Stephen ouve a voz de uma mulher misteriosa na sua cabeça, tentando ajuda-ló, ela se revela como Cara. Logo após eles se encontrarem, Stephen conhece John Young e Russel Kwon. Stephen é sobrinho de Jedikiah um dos líderes do Ultra, uma organização secreta que tem a função de capturar os seres do amanhã. Stephen é o "escolhido", pois somente ele pode levar os seres do amanhã, ao "lugar seguro", que o seu pai descobriu antes de desaparecer. Stephen começa a trabalhar para o Ultra, numa forma de proteger a sua família, ajudar os seres do amanhã e descobrir o que aconteceu com o seu pai. E assim como ele, Stephen tem outra habilidade especial, a de parar o tempo.

### John Young
John lidera os seres do amanhã ao lado de Cara, com quem tem um relacionamento romântico. A maior função de John é proteger todos contra o Ultra, do qual já fez parte. John não tinha uma vida boa, ele vivia com um grupo de crianças sob a tutela de um pai alcoólatra e agressivo, ele tinha que roubar comida para sustentar a sua família. Ao se revelar John é encontrado por Jedikiah, esse nutre um amor de filho por John, mesmo que não demonstre. John é treinado pela Ultra, onde passa toda a sua adolescência.  No episódio Matar ou Ser Morto, é revelado que John tem a capacidade de matar, porque ele era parte de um experimento letal chamado anexo Projeto, do qual outros que participaram não resistiram e morreram. Mas logo depois ele deixou o Ultra, pois Jedikiah estava o fazendo matar, algo que ele é contra. 

### Cara Coburn
Cara era surda durante toda a sua vida, até a adolescência. Durante um baile do colegial, ela é convidada por Tyler Miller para dar uma volta de carro. Nessa noite, ele tentou a estuprá-la. Ela se defendeu usando os seus poderes, dos quais ela não sabia que possuía. Tyler acabou batendo a cabeça numa pedra e morreu. Cara foi presa, após seu pai ir embora, ela se teletransportou pela primeira vez, e ao voltar para casa, o seu pai a mandou embora, disse que era o melhor para todo mundo. Depois do que houve Cara conseguiu falar e ouvir. Atualmente, ela lidera os seres do amanhã ao lado de John Young, com quem tem um relacionamento. Cara também possui uma forte ligação com Stephen, o ajudando assim que ele se revelou. Apesar de se relacionar com John, Cara tem forte sentimentos por Stephen.  

### Russell Kwon
Russell Kwon, é um jovem que abusa de seus superpoderes de ler os pensamentos das meninas, roubar itens valiosos, como carros. Russell cresceu em uma família coreana-americana, com um pai severo e uma mãe tímida. Seu pai era muito duro com ele, muitas vezes criticando-o muito, especialmente em suas habilidades de piano. Russell fez tudo o que podia para agradar ao pai, mas nunca parecia ser bom o suficiente. Russell começou a usar suas habilidades recém-descobertas para enganar todos através dos jogos de azar. Isso o colocou em apuros, e os homens com quem ele estava jogando ameaçaram mata-ló. O pai de Russell escondeu o filho e o defendeu, isso lhe custou ter a mão esmagada. No episódio Sorry For Your Loss, Russell volta a sua cidade natal para o velório do seu pai, que teve um ataque cardíaco, esse é a primeira vez depois de anos que ele reencontra a sua mãe. 

### Astrid Finch
Astrid Finch, é a melhor amiga de Stephen, sendo sempre solidária e demonstrando compreensão com os problemas que  Stephen Jameson está lidando. No episódio Garota Interrompida, Astrid vê Stephen se teletransportar próximo aos trilhos do trem. Ela o confronta exigindo saber a verdade. Quando Stephen nega tudo que Astrid disse, ela fica com raiva e diz que vai descobrir a verdade sozinha e vai embora. No final do episódio All Tomorrow Parties, Stephen lhe mostra os seus poderes e teleporta com ela. Em Limbo, Stephen acidentalmente lê a mente dela, e descobre que ela está apaixonada por ele. No final da temporada Astrid começa a nutrir sentimentos fortes por John.

### Jedikiah Price
Jedikiah é um biólogo evolucionário, que está determinado a conter a "ameaça" dos seres do amanhã, que representam o próximo estágio na evolução humana. Jedikiah é um dos líderes do Ultra, organização que persegue os seres do amanhã. Ele também é o irmão de Roger Jameson, e tio de Stephen. Jedikiah tem um relacionamento secreto com Morgan, que faz parte dos seres do amanhã, mais tarde descobre que ela está grávida.  

## Temporada
| Temporada | Temporada | Episódios | Exibição original    | Exibição original  | Lançamento em DVD | Lançamento em DVD | Lançamento em DVD |
| Temporada | Temporada | Episódios | Estreia de temporada | Final de temporada | Região 1          | Região 2          | Região 4          |
| --------- | --------- | --------- | -------------------- | ------------------ | ----------------- | ----------------- | ----------------- |
|           | 1         | 22        | 9 de outubro de 2013 | 05 de Maio de 2014 | —                 | —                 | —                 |

| Nº   | Título                                             | Exibição original                                                  |
| ---- | -------------------------------------------------- | ------------------------------------------------------------------ |
| 1x01 | "Pilot Piloto"                                     | 9 de outubro de 2013 27 de setembro de 2014 12 de janeiro de 2015  |
| 1x02 | "In Too Deep Muito Profundo"                       | 16 de outubro de 2013 13 de janeiro de 2015 04 de outubro de 2014  |
| 1x03 | "Girl, Interrupted Menina Interrompida"            | 23 de outubro de 2013 14 de janeiro de 2015 11 de outubro de 2014  |
| 1x04 | "Kill or Be Killed Matar ou Morrer"                | 30 de outubro de 2013 15 de janeiro de 2015 18 de outubro de 2014  |
| 1x05 | "All Tomorrow's Parties Todas as Festas do Amanhã" | 6 de novembro de 2013 16 de janeiro de 2015 25 de outubro de 2014  |
| 1x06 | "Sorry for Your Loss Lamento a sua Perda"          | 13 de novembro de 2013 19 de janeiro de 2015 1 de novembro de 2014 |
| 1x07 | "Limbo Lâmina"                                     | 20 de novembro de 2013 20 de janeiro de 2015 8 de novembro de 2014 |
| 1x08 | "Thanatos"                                         | 4 de dezembro de 2013 21 de janeiro de 2015 15 de novembro de 2014 |
| 1x09 | "Death's Door Portas da Morte"                     | 11 de dezembro de 2013 22 de janeiro de 2015 TBA                   |

## Recepção
The Tomorrow People teve recepção mista por parte da crítica especializada. Com base de 23 avaliações profissionais, alcançou uma pontuação de 50% no Metacritic.